# Erythrus laosensis
Erythrus laosensis là một loài bọ cánh cứng trong họ Cerambycidae.